# Secundino (cônsul em 511)
Flávio Secundino (em latim: Flavius Secundinus) foi um oficial bizantino do século VI, ativo durante o reinado do imperador Anastácio I Dicoro (r. 491–518).

## Vida
Secundino era cunhado de Anastácio e esposo de sua irmã Cesária com quem teve dois filhos, Hipácio e Pompeu. Em 492, foi nomeado prefeito urbano de Constantinopla em sucessão de Juliano, que havia perturbado a população local. Ele também foi patrício e sua nomeação à dignidade deve ter ocorrido já em 503. Em 511, foi nomeado cônsul com Flávio Félix. Ainda estava vivo em 513/514, quando auxiliou nas negociações para libertar seu filho do rebelde Vitaliano.